# Kamäxingsläktet
Kamäxingsläktet (Cynosurus) är ett växtsläkte med 5 - 8 kända arter i familjen gräs.
Småaxet har ett svepe som utvecklats ur ett ax som blivit sterilt och numera är bara ett antal fjäll. 
De förekommer framför allt kring Medelhavet men har spridits av människan även till andra områden. I Sverige finns arten kamäxing. 
Arter enligt Catalogue of Life:
- Cynosurus balansae
- Cynosurus coloratus
- kamäxing
- taggäxing
- späd taggäxing
- Cynosurus junceus
- Cynosurus peltieri
- Cynosurus polybracteatus
- Cynosurus turcomanicus